# Expérience de Hughes-Drever

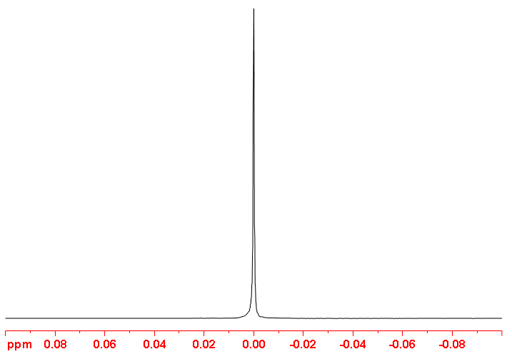
Obtenu par une spectroscopie de résonance magnétique nucléaire (RMN), ce graphique présente la distribution de fréquences (en PPM) des raies spectrales de l'isotope dissout dans une solution aqueuse de D_{2}O où la concentration du LiCl est de 1 mol/L.
Puisque les fréquences sont regroupées dans un seul pic (autour de 0.00 PPM), l'isotope du lithium ne montre aucune anisotropie massique. Si la spectroscopie avait duré 24 heures, le temps d'une rotation complète de la Terre, alors ce graphique aurait permis de confirmer que la masse du est isotrope même si l'orientation du champ magnétique a changé par rapport à une masse galactique lointaine, comme le centre de la Voie lactée.

L’expérience de Hughes–Drever (aussi appelée l'expérience de comparaison des horloges, de l'anisotropie des horloges, de l'isotropie des masses ou de l'isotropie de l'énergie) est une série de tests spectroscopiques qui a permis de confirmer l'isotropie de la masse et l'isotropie de l'espace dans un champ magnétique variable. Cette expérience a été réalisée par deux physiciens de façon indépendante : Vernon Hughes (en) et Ronald Drever, qui ont tous deux utilisé  la même approche.
Conçue au départ comme une vérification du principe de Mach, elle est plutôt considérée au XXIe siècle comme une importante validation de la covariance de Lorentz.
Comme dans l'expérience de Michelson–Morley, l'existence d'un référentiel absolu ou de toute autre violation de la covariance de Lorentz peut être testée, ce qui permet aussi de valider le principe d'équivalence.
Donc, cette expérience concerne à la fois la relativité restreinte et la relativité générale.
À l'opposé des expériences de type Michelson–Morley, l'expérience de Hughes–Drever teste l'isotropie des interactions de la matière même, plus précisément des protons, des neutrons et des électrons.
La précision atteinte par les expériences ultérieures qui s'en inspirent ont confirmé avec encore plus de précision les deux théories relativistes,,,,,.

## Une même approche par deux expérimentateurs
Giuseppe Cocconi et Edwin Salpeter théorisent en 1958 que l'inertie d'un corps massif dépend de masses à proximité selon le principe de Mach. Une distribution non-uniforme de la matière serait donc à l'origine de l'anisotropie de l'inertie (l'inertie d'un corps massif serait donc différente selon la direction d'où elle mesurée). Des arguments heuristiques les amènent à conclure que l'anisotropie inertielle, si elle existe, serait principalement le fait du noyau de notre Galaxie (qui pèse des milliards de tonnes). Ils affirment que cette anisotropie pourrait être observée de deux façons : en mesurant la séparation Zeeman dans un atome
ou en mesurant la séparation Zeeman de l'état excité du noyau de 57Fe grâce à l'effet Mössbauer.
Vernon Hughes (en) et al. (1960) 
et Ronald Drever (1961) conduisent de façon indépendante des expériences spectroscopiques dans le but de confirmer le principe de Mach.
Ils n'utilisent pas l'effet Mössbauer, mais font des mesures à l'aide de la résonance magnétique nucléaire (RMN) du noyau du lithium 7 (7Li), dont l'état fondamental possède une spin de 3⁄2. Cet état se sépare en quatre niveaux magnétiques égaux lorsque mesurés dans un champ magnétique (en accord avec les états autorisés par le nombre quantique magnétique de l'atome de lithium).
La fonction d'onde du noyau présente une distribution spatiale différente selon la direction du champ magnétique et le niveau d'énergie.
Si l'isotropie de la masse est satisfaite, chaque transition entre deux niveaux d'énergie voisins devrait émettre un photon de même fréquence. Dans la distribution statistique des fréquences, il ne devrait apparaître qu'un seul mode et toutes les fréquences devraient être fortement concentrées autour de ce mode ; en spectroscopie, on parle de raie spectrale.
Toutefois, si l'inertie dépend de la direction, il y aura un étalement des fréquences, que ce soit sous forme de plusieurs raies ou d'une courbe aplatie.
En ce qui concerne Drever, il mène une expérience qui dure 24 heures de suite, période pendant laquelle la Terre tourne sur elle-même et l'axe de son champ magnétique balaie différentes parties du ciel.
Drever porte particulièrement attention au comportement du spectre lorsque l'axe du champ magnétique pointe vers le centre de la Voie lactée.
Ni Hughes et ni Drever n'observent de changement fréquentiel des niveaux d'énergie. À cause de la précision de leur expérience, l'anisotropie fréquentielle maximale est de 0,04 Hz.
En ce qui concerne l'influence des expériences sur le principe de Mach, Robert Dicke démontre en 1961 qu'ils sont en accord avec le principe à la condition que l'anisotropie de l'espace soit la même pour toutes les particules,.

## Interprétation moderne
Bien que le but de cette expérience était de valider le principe de Mach, il a depuis reconnu comme un test important pour la covariance de Lorentz et la relativité restreinte.
En effet, l'anisotropie se manifesterait s'il existait un référentiel absolu ou s'il y avait un référentiel qui violait la covariance de Lorentz. Dans ce dernier cas, sa manifestation la plus étudiée est le fond diffus cosmologique qui peut servir d'équivalent d'éther luminifère. Donc, les échecs de l'expérience de Hughes–Drever et de l'expérience de Michelson–Morley éliminent l'existence d'un référentiel absolu.
Selon le relativiste Clifford Martin Will (en) notamment, l'expérience de Hughes–Drever confirme la validité de la relativité restreinte. En effet, une violation des conditions de Lorentz pourrait mener à des différences entre la vitesse maximale de particules dotées d'une masse et la vitesse de la lumière. Si elles étaient différentes, les propriétés des interactions de la matière changeraient.
De plus, pour confirmer la validité du principe d'équivalence de la relativité générale, il est essentiel que la covariance de Lorentz soit vérifiée dans les référentiels en mouvement,.
Puisque différentes fréquences sont comparées, cette expérience est aussi appelée « expérience de comparaison des horloges », (les fréquences sont équivalentes à des horloges).

## Expériences ultérieures
En plus de recherches d'une violation de l'invariance de Lorentz ou d'une confirmation du principe de Mach, des chercheurs tentent aussi de découvrir aussi une violation spontanée de l'invariance de Lorentz (donc, par observation de phénomènes naturels) et la symétrie CPT. Ces recherches sont motivées par des prédictions des théories de la gravité quantique.
L'expérience de Hughes–Drever a aussi été appliquée, mutatis mutandis, aux neutrons et aux protons. Utilisant des systèmes de particules à spins polarisés, la précision de ces expériences surpasse celle des expériences originales. De plus, en utilisant des balances de torsion à spins polarisés, la section de l'électron a aussi été testée,. Aucune de ces expériences n'a mis en évidence quelque violation que ce soit ni permis d'affirmer que le principe de Mach (dans sa formulation originale) est valide. Il n'y a donc aucun référentiel absolu.
Les valeurs du tableau qui suit sont reliées aux coefficients donnés par l'extension du modèle standard des particules (Standard-Model Extension : SME), régulièrement utilisé comme théorie effective. Par la suite, toute déviation de l'invariance de Lorentz peut être reliée à un ou plusieurs coefficients. Puisque plusieurs coefficients sont testés pendant ces expériences, seule la valeur de la sensibilité maximale est donnée (consulter les articles pour plus de précisison) ,,.
| Auteur              | Année | Écart avec coefficient SME | Écart avec coefficient SME | Écart avec coefficient SME | Description |
| Auteur              | Année | Proton                     | Neutron                    | Électron                   | Description |
| ------------------- | ----- | -------------------------- | -------------------------- | -------------------------- | --- |
| Prestage et al.     | 1985  |                            | 10−27                      |                            | Comparaison de la transition du spin du noyau dans 9Be+ (stocké dans un piège de Penning) avec celle d'un maser à l'hydrogène.                           |
| Phillips            | 1987  |                            |                            | 10−27                      | Des oscillations sinusoïdales ont été étudiées à l'aide d'un pendule de torsion à spin qui soutient un aimant polarisé transversalement.                 |
| Lamoreaux et al.    | 1989  |                            | 10−29                      |                            | Ils ont induit une polarisation dipolaire et quadripolaire du spin dans une vapeur de 209Hg, où les sauts d'énergie du quadrupôle peuvent être observés. |
| Chupp et al.        | 1989  |                            | 10−27                      |                            | Les niveaux de séparations Zeeman quadripolaires sont étudiés. Un gaz de 21Ne et un gaz de 3He sont polarisés par échange de spin, puis comparés.        |
| Wineland et al.     | 1991  |                            |                            | 10−25                      | Les liens dipôle-monopôle anomaux et les liens dipôle-monopôle anomaux sont étudiés en analysant les résonances hyperfines dans 9Be+.                    |
| Wang et al.         | 1993  |                            |                            | 10−27                      | Un pendule de torsion à spin soutenant une masse de Dy-Fe à spin polarisé est étudié lors de variations sidérales.                                       |
| Berglund et al.     | 1995  | 10−27                      | 10−30                      | 10−27                      | Comparaison des fréquences de 199Hg et 133Cs soumis à un champ magnétique variable.                                                                      |
| Bear et al.         | 2000  |                            | 10−31                      |                            | Comparaison des fréquences de masers Zeeman au 129Xe et au 3He.                                                                                          |
| Phillips et al.     | 2000  | 10−27                      |                            |                            | La fréquence Zeeman est mesurée par des masers à l'hydrogène.                                                                                            |
| Humphrey et al.     | 2003  | 10−27                      |                            | 10−27                      | Semblable à Phillips et al. (2000). |
| Hou et al.          | 2003  |                            |                            | 10−29                      | Semblable à Wang et al. (1993). |
| Canè et al.         | 2004  |                            | 10−32                      |                            | Semblable à Bear et al. (2000). |
| Wolf et al.         | 2006  | 10−25                      |                            |                            | Les fréquences atomiques sont mesurées dans une fontaine atomique refroidie par un laser à 133Cs.                                                        |
| Heckel et al.       | 2006  |                            |                            | 10−30                      | Utilisation d'un 'un pendule de torsion à spin avec quatre sections d'Alnico et quatre sections de Sm5Co.                                                |
| Heckel et al.       | 2008  |                            |                            | 10−31                      | Semblable à Heckel et al. (2006). |
| Altarev et al.      | 2009  |                            | 10−29                      |                            | Analyse des fréquences de précession de spin dans de neutrons de neutrons et de 199Hg.                                                                   |
| Brown et al.        | 2010  | 10−32                      | 10−33                      |                            | Comparaison des fréquences dans un co-magnétomètre au K / 3He.                                                                                           |
| Gemmel et al.       | 2010  |                            | 10−32                      |                            | Comparaison des fréquences dans un co-magnétomètre au 129Xe / 3He.                                                                                       |
| Smiciklas et al.    | 2011  |                            | 10−29                      |                            | Comparaison des fréquences dans un co-magnétomètre au 21Ne / Rb / K. Test de la vitesse maximale possible des neutrons.                                  |
| Peck et al.         | 2012  | 10−30                      | 10−31                      |                            | Semblable à Berglund et al. (1995). |
| Hohensee et al.     | 2013  |                            |                            | 10−17                      | Mesures des fréquences de transition de deux états presque dégénérés de 164Dy and 162Dy. Test de la vitesse maximale possible des électrons.             |
| Allmendinger et al. | 2013  |                            | 10−34                      |                            | Semblable à Gemmel et al. (2010). |